# Résolution 302 du Conseil de sécurité des Nations unies
Membres permanents
- Chine
- États-Unis
- France
- Royaume-Uni
- URSS

Membres non permanents
- Argentine
- Burundi
- Belgique
- Italie
- Japon
- Nicaragua
- Pologne
- Sierra Leone
- Somalie
- Syrie

Résolution no 301 Résolution no 303
La résolution 302 du Conseil de sécurité des Nations unies est adoptée à 14 voix contre zéro lors de la 1 601e séance du Conseil de sécurité des Nations unies le 24 novembre 1971, après avoir réaffirmé les résolutions antérieures sur le sujet, le Conseil a exprimé sa satisfaction pour le travail accompli par la Mission spéciale créée par la résolution 294. Le Conseil a déploré le manque de coopération des Portugais avec la Mission spéciale et a demandé à son gouvernement de prendre des mesures efficaces pour que l'intégrité territoriale du Sénégal soit respectée et pour prévenir les actes de violence et de destruction contre le territoire et sa population.
Le Conseil a en outre demandé au Portugal de respecter le droit inaliénable à l'autodétermination et à l'indépendance du peuple de Guinée-Bissau, a demandé au président du Conseil de sécurité et au secrétaire général de faire rapport sur l'application de la résolution et a déclaré que si le Portugal ne se conformait pas aux dispositions de la résolution, le Conseil se réunirait pour examiner les initiatives et les mesures que la situation exige.
La résolution 302 a été adoptée par 14 voix contre zéro ; les États-Unis se sont abstenus de voter.

### Sources
- (en) Cet article est partiellement ou en totalité issu de l’article de Wikipédia en anglais intitulé « United Nations Security Council Resolution 302 » (voir la liste des auteurs).

### Texte
- Résolution 302 sur fr.wikisource.org
- Résolution 302 sur en.wikisource.org